# Transformación espiritual
La transformación espiritual implica un cambio fundamental en la vida sagrada o espiritual de una persona.
Los psicólogos examinan la transformación espiritual dentro del contexto del sistema de significado de un individuo, especialmente en relación con conceptos de lo sagrado o de interés último. Dos de los tratamientos más completos del concepto en psicología provienen de Kenneth Pargament y de Raymond Paloutzian.
Pargament sostiene que «en esencia, la transformación espiritual se refiere a un cambio fundamental en el lugar de lo sagrado o en el carácter de lo sagrado en la vida del individuo. La transformación espiritual puede entenderse en términos de nuevas configuraciones de esfuerzos» (p. 18).
Paloutzian sugiere que «la transformación espiritual constituye un cambio en el sistema de significado que una persona mantiene como base para la autodefinición, la interpretación de la vida y los propósitos generales y preocupaciones últimas» (p. 334).
Una escuela de pensamiento enfatiza la importancia de una «autodisciplina rigurosa» en la transformación espiritual.

## Investigación
El Instituto Metanexus (fundado en 1997) de Nueva York ha patrocinado investigaciones científicas sobre la transformación espiritual.

## Terminología
La aparición de la frase «transformación espiritual» en Google Libros sugiere un aumento en la popularidad del concepto a partir de finales del siglo XX.